# 尧渡河路站
尧渡河路站位于中华人民共和国安徽省合肥市包河区花山路与尧渡河路交叉口地下，是合肥轨道交通4号线与建设中的6号线的地铁换乘站，工程站名伊宁路站。

## 车站结构
尧渡河路站位于花山路与尧渡河路交叉口，沿花山路南北向布置，4号线车站为地下两层双柱三跨岛式站台，站台宽度14m，6号线车站为地下三层双柱三跨岛式站台，站台宽度14m。共设9个出入口，7组风亭，3座冷却塔。